# Isaac Shai
Isaac Shai (26 de fevereiro de 1971) é um ex-futebolista profissional sul-africano que atuava como meia.

## Carreira
Isaac Shai se profissionalizou no Mamelodi Sundowns, clube na qual jogou por toda a carreira.

## Seleção
Isaac Shai integrou a Seleção Sul-Africana de Futebol na Copa das Nações Africanas de 2000.

## Títulos
África do Sul
- Copa das Nações Africanas de 2000 3º Lugar